# 国分寺古墳 (倉吉市)
国分寺古墳（こくぶんじこふん、伯耆国分寺古墳）は、鳥取県倉吉市国府にある古墳。形状は前方後方墳または前方後円墳。倉吉市指定史跡に指定され、出土品は国の重要文化財に指定されている。

## 概要

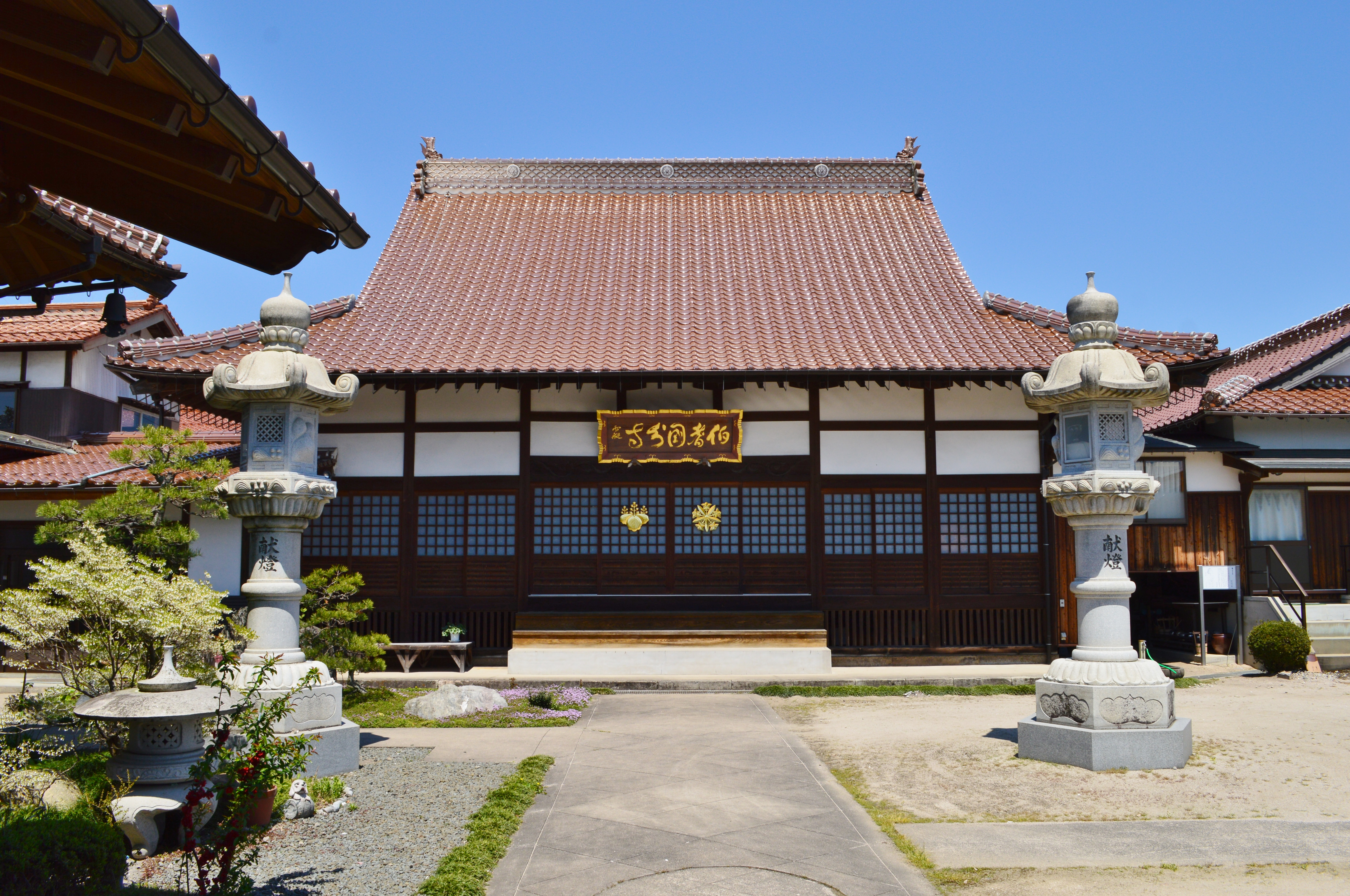
護国山国分寺（伯耆国分寺）

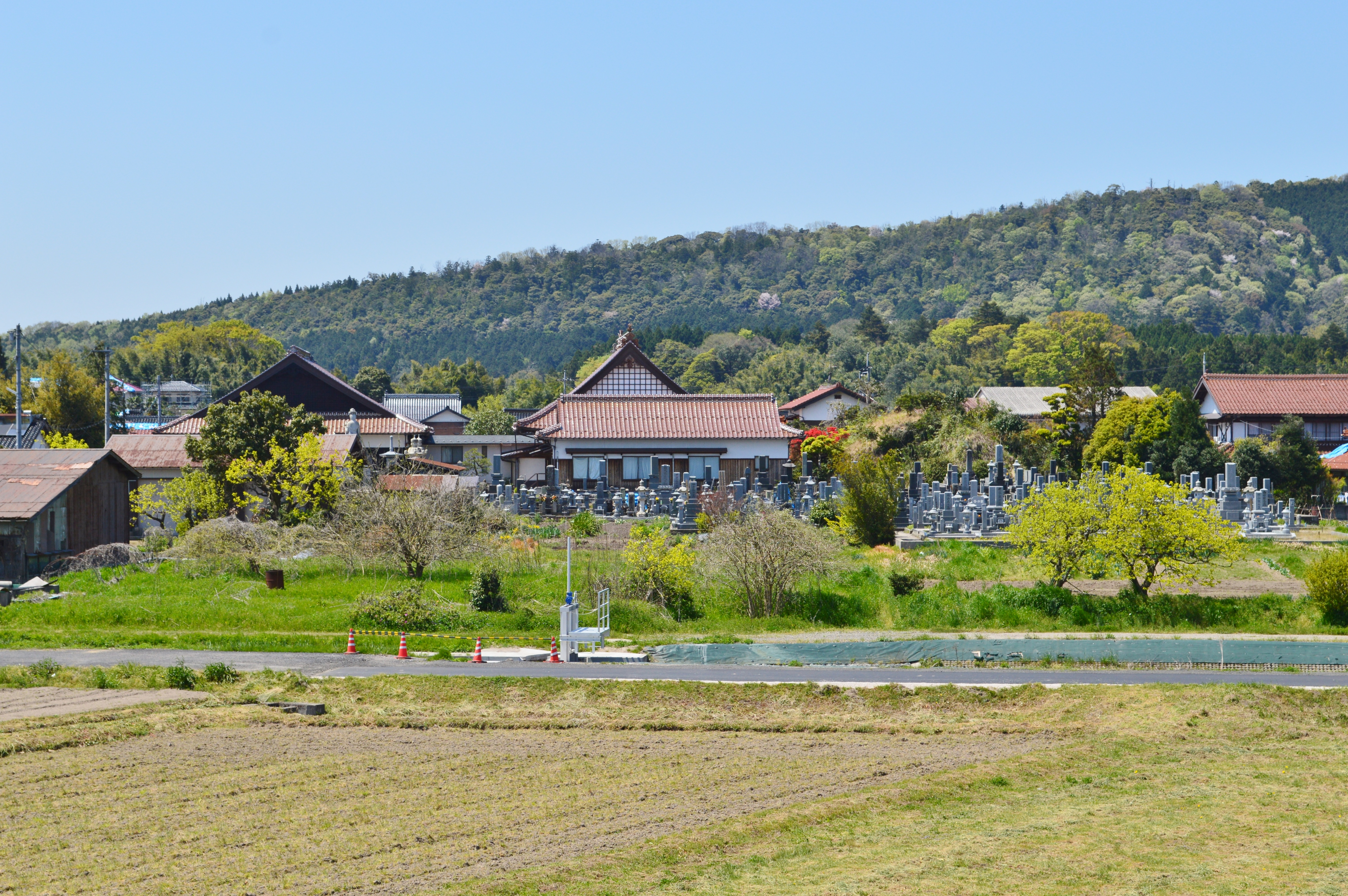
国分寺境内の遠景中央に本堂、その右に国分寺古墳の墳丘残存部。

鳥取県中部、国府川左岸の沖積地微高地に築造された古墳で、周囲に古墳群を形成しない単独墳である。護国山国分寺（伯耆国分寺）境内の本堂裏手に位置し、江戸時代の本堂建立の際に墳丘の一部が破壊されているほか、1922年（大正11年）に埋葬施設が発見・発掘され、その後の市史編纂に際しては測量調査が実施されている。
墳形は破壊のため詳らかでなく、古くは前方後円形とされたが、市史の調査以降は前方後方形の可能性も指摘される。墳丘長は推定で50メートル程度。墳丘表面で葺石・埴輪は検出されていない。埋葬施設は後方部（後円部）中央部における粘土槨で、主軸を東西方向とし、長さ7.2メートル・幅1.8メートル（中央部）・深さ0.45メートルを測り、内部には木棺残欠と見られる木質が認められている。出土品としては、大正期の発掘の際の銅鏡3面・鉄器多数がある。築造時期は古墳時代前期の4世紀初頭頃と推定され、東伯耆地方では最古級の古墳に位置づけられる。
古墳域は1978年（昭和53年）に倉吉市指定史跡に指定され、出土品は1959年（昭和34年）に国の重要文化財に指定されている。なお、付近では箱形石棺墓が発見されたというが、詳らかでない。

## 遺跡歴
- 江戸時代、国分寺本堂の建立の際に墳丘の一部が破壊[3]。
- 1922年（大正11年）、埋葬施設の発見・発掘、銅鏡3面ほかの副葬品出土。その後の梅原末治による調査で前方後円墳と報告[1]。
- 1959年（昭和34年）6月27日、出土品が国の重要文化財に指定[5]。
- 1978年（昭和53年）5月23日、倉吉市指定史跡に指定[4]。
- 倉吉市史編纂事業による測量調査。前方後方墳の可能性が浮上（1996年（平成8年）に『新編倉吉市史 第1巻 古代編』刊行）。

## 出土品
埋葬施設の粘土槨からの出土品は次の通り。
- 銅鏡 3面
  - 夔鳳鏡 1面
舶載鏡（中国製鏡）。直径22.1センチメートル。背面に鳳凰2羽を配し、「長宜子孫」・「□如日月」銘を有する[6]。全国でも出土例が少ない古鏡とされる[6]。
  - 三角縁神獣鏡（三角縁五神四獣鏡） 1面
舶載鏡（中国製鏡）。直径19.8センチメートル。「天皇日月」銘を有する[6]。潮崎山古墳（広島県福山市）出土鏡と同笵。
  - 二神二獣鏡 1面
舶載鏡（中国製鏡）。直径14.4センチメートル。「吾作明怳竟大好上有東王西父王母宜子孫□□兮」銘を有する[6]。
- 柄付鉇 6-7
- 鉄剣 3-4
- 短冊形刃付鉄板 1
- 刀子 1
- 鉄製小形鎌様品 3
- 鉄製斧頭 3
- 鉄製鍬頭様利器 3
- 鉄鏃 2

その他に朱が相当量検出されているが、一方で玉類などの装身具を伴わず、葺石・埴輪も検出されないという特徴を示す。現在では出土品は国の重要文化財に指定されている。

## 文化財

### 重要文化財（国指定）
- 伯耆国分寺古墳出土品（考古資料） - 内訳は以下。所有者は国分寺。1959年（昭和34年）6月27日指定[5][7][8]。
  - 夔鳳鏡 1面
  - 三角縁神獣鏡 1面
  - 二神二獣鏡 1面
  - 附 鉄剣・鉄斧頭等 一括

### 倉吉市指定文化財
- 史跡
  - 国分寺古墳 - 1978年（昭和53年）5月23日指定[4]。

## 関連文献
（記事執筆に使用していない関連文献）
- 岩本崇「伯耆国分寺古墳の再検討」『大手前大学史学研究所紀要 オープン・リサーチ・センター報告 第6号』大手前大学史学研究所、2006年、123-142頁。
- 『伯耆国分寺古墳の研究 -鳥取県倉吉市-（島根大学考古学研究室調査報告 第18冊）』島根大学法文学部考古学研究室・伯耆国分寺古墳研究会、2019年。